# Trente-septième district congressionnel du Texas
Le 37e district congressionnel du Texas a été créé à la suite du recensement de 2020. Le district est principalement contenu dans le Comté de Travis avec une petite partie du sud du Comté de Williamson et comprend la majorité de la ville d'Austin ainsi que de petites zones de sa banlieue. Elle est représentée par le Démocrate Lloyd Doggett.
De 1903 à 2005, la région d'Austin était couverte uniquement par le 10e district, qui couvrait initialement tout le Comté de Travis et les zones des comtés environnants, mais qui a progressivement diminué au fil du temps à mesure qu'Austin devenait plus peuplé. À partir de 2005, la région d'Austin a été divisée entre plusieurs districts, et le Représentant alors en exercice du 10e, le Démocrate Lloyd Doggett, a été contraint de déménager d'abord dans le 25e district de 2005 à 2013, puis dans le 35e district de 2013 à 2023, les deux contenant à la fois une partie d'Austin et une vaste zone à l'extérieur de celle-ci.
Après dix-huit ans sans district centré sur Austin, le 37e district a été créé à partir de 2023, centré sur la région d'Austin comme l'avait été le 10e district d'avant 2005.

## Historique de vote
Note : Dans le cas des résultats pour l'élection du Représentant, seul le pourcentage du candidat en deuxième position est affiché.
| Année | Poste        | Résultats               |
| ----- | ------------ | ----------------------- |
| 2022  | Représentant | Doggett 52,0 % - 20,9 % |

## Liste des Représentants du district
| Membre                             | Parti     | Années                   | Congrès     | Histoire électorale                                                 | Zone géographique                            |
| ---------------------------------- | --------- | ------------------------ | ----------- | ------------------------------------------------------------------- | -------------------------------------------- |
| District établit le 3 janvier 2023 |           |                          |             |                                                                     |                                              |
| Lloyd Doggett                      | Démocrate | 3 janvier 2023 - Présent | 118e - 119e | Redécoupage depuis le 35e district et réélu en 2022. Réélu en 2024. | 2023–Présent Parties de Travis et Williamson |

## Résultats des récentes élections
Voici les résultats des dix précédents cycles électoraux dans le district.

### 2022
| Élection de 2022 du 37e district congressionnel du Texas | Élection de 2022 du 37e district congressionnel du Texas | Élection de 2022 du 37e district congressionnel du Texas | Élection de 2022 du 37e district congressionnel du Texas | Élection de 2022 du 37e district congressionnel du Texas |
| -------------------------------------------------------- | -------------------------------------------------------- | -------------------------------------------------------- | -------------------------------------------------------- | -------------------------------------------------------- |
| Parti                                                    | Parti                                                    | Candidat                                                 | Votes                                                    | %                                                        |
|                                                          | Démocrate                                                | Lloyd Doggett (sortant)                                  | 219 358                                                  | 76,8                                                     |
|                                                          | Républicain                                              | Jenny Sharon                                             | 59 923                                                   | 21,0                                                     |
|                                                          | Libertarien                                              | Clark Patterson                                          | 6332                                                     | 2,2                                                      |
|                                                          | Write-In                                                 | Sherri Taylor                                            | 176                                                      | 0,1                                                      |
| Total des votes                                          | Total des votes                                          | Total des votes                                          | 285 789                                                  | 100 %                                                    |
|                                                          | Les Démocrates conservent                                |                                                          |                                                          |                                                          |

### 2024
| Primaire Démocrate de 2024 du 37e district congressionnel du Texas | Primaire Démocrate de 2024 du 37e district congressionnel du Texas | Primaire Démocrate de 2024 du 37e district congressionnel du Texas | Primaire Démocrate de 2024 du 37e district congressionnel du Texas | Primaire Démocrate de 2024 du 37e district congressionnel du Texas |
| ------------------------------------------------------------------ | ------------------------------------------------------------------ | ------------------------------------------------------------------ | ------------------------------------------------------------------ | ------------------------------------------------------------------ |
| Parti                                                              | Parti                                                              | Candidat                                                           | Votes                                                              | %                                                                  |
|                                                                    | Démocrate                                                          | Lloyd Doggett (sortant)                                            | 57 762                                                             | 86,1                                                               |
|                                                                    | Démocrate                                                          | Christopher McNerney                                               | 5279                                                               | 7,9                                                                |
|                                                                    | Démocrate                                                          | Eduardo Romero                                                     | 4048                                                               | 6,0                                                                |

| Primaire Républicaine de 2024 du 37e district congressionnel du Texas | Primaire Républicaine de 2024 du 37e district congressionnel du Texas | Primaire Républicaine de 2024 du 37e district congressionnel du Texas | Primaire Républicaine de 2024 du 37e district congressionnel du Texas | Primaire Républicaine de 2024 du 37e district congressionnel du Texas |
| --------------------------------------------------------------------- | --------------------------------------------------------------------- | --------------------------------------------------------------------- | --------------------------------------------------------------------- | --------------------------------------------------------------------- |
| Parti                                                                 | Parti                                                                 | Candidat                                                              | Votes                                                                 | %                                                                     |
|                                                                       | Républicain                                                           | Jenny Garcia Sharon                                                   | 16 304                                                                | 100%                                                                  |

| Élection de 2024 du 37e district congressionnel du Texas | Élection de 2024 du 37e district congressionnel du Texas | Élection de 2024 du 37e district congressionnel du Texas | Élection de 2024 du 37e district congressionnel du Texas | Élection de 2024 du 37e district congressionnel du Texas |
| -------------------------------------------------------- | -------------------------------------------------------- | -------------------------------------------------------- | -------------------------------------------------------- | -------------------------------------------------------- |
| Parti                                                    | Parti                                                    | Candidat                                                 | Votes                                                    | %                                                        |
|                                                          | Démocrate                                                | Lloyd Doggett (sortant)                                  | 252 442                                                  | 75,9                                                     |
|                                                          | Républicain                                              | Jenny Garcia Sharon                                      | 80 267                                                   | 24,1                                                     |
| Total des votes                                          | Total des votes                                          | Total des votes                                          | 332 709                                                  | 100 %                                                    |